# Messier 89
Messier 89 (M89 o NGC 4552) és una galàxia el·lípticatot i a la constel·lació de Verge. Va ser descoberta per Charles Messier el 18 de març de 1781.
M89 pertany al grup de galàxies que formen el cúmul de la Verge. Observacions recents han mostrat que la galàxia té una inusual forma esfèrica. Tanmateix, aquesta peculiar forma podria ser el resultat de l'orientació de la galàxia respecte de la Terra, que la faria semblar esfèrica tot i que en és realitat el·líptica.
Una altra característica poc usual és la presència d'una estructura de gas i pols que s'estén fins als 150.000 anys llum de la galàxia i jets de partícules escalfades que arriben als 100.000 anys llum, que podrien ser les restes d'una galàxia satèl·lit més petita desintegrada per les forces de marea.
M89 també conté una població de cúmuls globulars molt alta, en comparació amb la Via Làctia.